# SPトレ・フィオリ
SPトレ・フィオリ（イタリア語: Società Polisportiva Tre Fiori）は、サンマリノのフィオレンティーノを本拠地とするサッカークラブである。
1949年に創設された。これまでにリーグ戦で7回、カップ戦で6回、スーパーカップで3回優勝しており、サンマリノのサッカー界で最も成功を収めているクラブである。しかしながらヨーロッパの大会では成績が振るわない状況にある、実際UEFAチャンピオンズリーグの予備予選に3回出場したが、僅か4得点しか取れずに初戦敗退している。2015-16シーズンは、カンピオナート・サンマリネーゼのジローネBに参戦している。クラブカラーは黄色と青である。SPトレ・フィオリにとって最大のライバルは、同じフィオレンティーノに本拠地を置くFCフィオレンティーノである。

## 歴史

### 初期 (1985 - 1996年)
SPトレ・フィオリがフィオレンティーノで結成されたのは1949年のことである。カンピオナート・サンマリネーゼでの初タイトルは1987-88シーズンのリーグ戦である。その時はプレーオフでSSヴィルトゥスと対戦、前半と後半を終えて3-3の同点からPK戦6-5で下した。
しかし、翌1988-89シーズンのリーグ戦はタイトル防衛と降格争いにもがき苦しむことになる。1990-91シーズンのリーグ戦は1位で終えるも、プレーオフ決勝戦でSCファエターノに0-1で敗れリーグ制覇を逸した、しかしトロフェオ・フェデラーレには勝ち無冠に終わることはなかった。1992年は、コッパ・ティターノに1-1の同点からPK戦2-4で敗れた。
1992-93シーズンから1994-95シーズンにかけて、リーグ3連覇とともにトロフェオ・フェデラーレを2度制覇したことから一時代を築いた。

### 1997年 - 2007年
2つのジローネに分割後の1997-98シーズンと1999-2000シーズンは、プレーオフで敗退した。1998年は決勝戦でフォルゴーレ・ファルチャーノに1-2で、2000年は準決勝でSSヴィルトゥスに1-2でそれぞれ敗退した。2001年は コッパ・ティターノ決勝戦でFCドマニャーノに0-1で敗れ準優勝に終わる。2003-04年シーズンは、 リーグ戦3位のSSヴィルトゥスと勝ち点3差の4位に終わったため3位以内に与えられるプレーオフ進出を逃した。2006-07シーズンはプレーオフ決勝戦でSSムラタに0-4で敗れリーグ制覇を逃した。

### 成功と欧州の舞台 (2008年 - 現在)
2009年5月29日、SPトレ・フィオーリはカンピオナート・サンマリネーゼ・プレーオフ決勝戦でACユベネス・ドガーナと対戦。PK戦3-1で勝利し、UEFAチャンピオンズリーグへの出場権が与えられた。そして、予選1回戦でアンドラのUEサン・ジュリアと対戦したが2戦合計得点が2対2の同点となりPK戦の末敗れた。
2010年4月29日、コッパ・ティターノ決勝戦でSPトレ・ペンネを2-1で下し、この試合を以て引退したソッシオ・アルータに花道を飾る結果となった。 5月25日、カンピオナート・サンマリネーゼ・プレーオフ準決勝でSCファエターノを2-1で下した。5月31日の決勝戦では、トレ・ペンネに2-1で勝利し、6度目のリーグ制覇果たした。UEFAチャンピオンズリーグ 2010-11予選1回戦でモンテネグロのFKルダル・プリェヴリャ と対戦。ホームで0-3、アウェイで1-4と敗れた。 11月24日に行われたトロフェオ・フェデラーレ でトレ・ペンネに1-0で勝利し、17年ぶり3度目の優勝を果たした。
2011年5月11日、カンピオナート・サンマリネーゼ・プレーオフ決勝戦でトレ・ペンネと対戦。アレッサンドロ・ジュンタのゴールが決まり1-0で勝利。7度目のリーグ制覇とともにUEFAチャンピオンズリーグ 2011-12の出場権を獲得した。UEFAチャンピオンズリーグ 2011-12予選1回戦でマルタのバレッタFCと対戦。2戦合計1-5で敗れ予選敗退となった。

## タイトル
- カンピオナート・サンマリネーゼ：8回
  - 1987-88, 1992-93, 1993-94, 1994-95, 2008-09, 2009-10, 2010-11, 2019-20
- コッパ・ティターノ：8回
  - 1966, 1971, 1974, 1975, 1985, 2009-10, 2018-19, 2021-22
- トロフェオ・フェデラーレ：4回
  - 1991, 1993, 2010, 2011

- スーペルコッパ・サンマリネーゼ：1回
  - 2019

## 欧州の成績
| シーズン | 大会                               | ラウンド  | 対戦相手             | ホーム | アウェー | 合計        |  |
| -------- | ---------------------------------- | --------- | -------------------- | ------ | -------- | ----------- |  |
| 2009-10  | UEFAチャンピオンズリーグ           | 予選1回戦 | UEサン・ジュリア     | 1-1    | 1-1      | 2-2 (4-5 p) |  |
| 2010-11  | UEFAチャンピオンズリーグ           | 予選1回戦 | ルダル・プリェヴリャ | 0-3    | 1-4      | 1-7         |  |
| 2011-12  | UEFAチャンピオンズリーグ           | 予選1回戦 | バレッタ             | 0-3    | 1-2      | 1-5         |  |
| 2018-19  | UEFAヨーロッパリーグ               | 予備予選  | バラ                 | 3-0    | 0-1      | 3-1         |  |
| 2018-19  | UEFAヨーロッパリーグ               | 予選1回戦 | ルダル・ヴェレニエ   | 0-3    | 0-7      | 0-10        |  |
| 2019-20  | UEFAヨーロッパリーグ               | 予備予選  | KÍクラクスヴィーク   | 0-4    | 1-5      | 1-9         |  |
| 2020-21  | UEFAチャンピオンズリーグ           | 予備予選  | リンフィールド       | 0-2    | 0-2      | 0-2         |  |
| 2020-21  | UEFAヨーロッパリーグ               | 予選2回戦 | リガ                 | 0-1    | 0-1      | 0-1         |  |
| 2022-23  | UEFAヨーロッパカンファレンスリーグ | 予選1回戦 | フォラ・エシュ       | 3-1    | 1-0      | 4-1         |  |
| 2022-23  | UEFAヨーロッパカンファレンスリーグ | 予選2回戦 | B36トースハウン      | 0-0    | 0-1      | 0-1         |  |

## 歴代所属選手
- マテオ・アンドレイニ
- ジャコモ・ベネデティーニ
- ジャンルカ・ボリーニ
- ルカ・ボニファーツィ
- フェデリコ・クレセンティーニ
- マヌエル・マラーニ
- イヴァン・マッテオーニ
- アラン・トカッチェリ
- アンドレア・ウゴリーニ
- フェデリコ・ヴァレンティーニ
- ソッシオ・アルータ